# Pravda (Dulovo)
Pravda (en búlgaro, Правда) es un pueblo de Bulgaria situado en el municipio de Dulovo, en la provincia de Silistra. Tiene una población estimada, a mediados de marzo de 2022, de 1750 habitantes.
Es la tercera localidad más poblada del municipio, tras Dulovo y Chernik.
El pueblo está poblado mayoritariamente por turcos. Se conoce la existencia de la localidad en documentos de los siglos XII-XVIII; no obstante, obtuvo su actual topónimo "Pravda" en 1942, ya que anteriormente se denominaba Doğrular. El principal monumento del pueblo es su mezquita, construida en 1867. La fiesta local es el 1 de mayo, donde se hace una reunión en el campo junto a un molino.
Se ubica unos 15 km al noroeste de la capital municipal, Dulovo, sobre la carretera 2307.